# راچابولدا
راچابولدا (به لاتین: Rachabulda) یک منطقهٔ مسکونی در روسیه است که در داغستان واقع شده‌است.